# Lophiogobius ocellicauda
A Lophiogobius ocellicauda a csontos halak (Osteichthyes) főosztályának a sugarasúszójú halak (Actinopterygii) osztályába, ezen belül a sügéralakúak (Perciformes) rendjébe, a gébfélék (Gobiidae) családjába és a Gobiinae alcsaládjába tartozó faj.
Nemének egyetlen faja.

## Előfordulása
A Lophiogobius ocellicauda ázsiai gébféle, amely Kínában és Dél-Koreában fordul elő.

## Életmódja
Mérsékelt övi és kizárólag édesvízi, fenéklakó hal.